# Michel de Montaigne
Michel Eyquem de Montaigne (Bordeaux, 28 februari 1533 – Château de Montaigne, Périgord, 13 september 1592) was een Franse filosoof, schrijver en politicus uit de periode van de Franse renaissance. In zijn belangrijkste werk, Essais (letterlijk: probeersels of proeven), bestudeert hij de mensheid en met name zichzelf. Hij was daarmee de eerste die bij de bespreking van allerlei morele en filosofische vraagstukken een psychologie van zichzelf schreef. Met zijn Essais werd hij de pionier van het literaire genre van het essay, het persoonlijke betoog met diepgang. Tot kort voor zijn dood werkte hij verder aan zijn Essais. Montaigne wordt algemeen beschouwd als een sceptisch humanist. Que sçay-je? (in moderne spelling: Que sais-je, wat weet ik?) was zijn motto. Hij inspireerde Franse filosofen zoals Blaise Pascal en René Descartes.

## Biografie

### Familie
Michel de Montaigne was telg uit een familie van kooplieden uit Bordeaux. Zijn overgrootvader had in 1477 een versterkt huis uit de 14e eeuw gekocht in Saint Michel-de-Montagne in de Périgord en daarmee het recht gekregen de adellijke titel Seigneur de Montagne te voeren. Michels vader, Pierre Eyquem, trouwde in 1528 met Antoinette de Louppes. Zij was afkomstig uit een rijke familie met een Spaans-Joodse achtergrond maar was zelf protestants opgevoed; haar vader was een koopman uit Toulouse. De eerste twee kinderen uit dit huwelijk stierven op jonge leeftijd. Michel was de eerste die in leven bleef. Daarna volgden nog zeven broers en zussen.

### Opvoeding
Pierre Eyquem, in 1544 benoemd tot burgemeester van Bordeaux, gaf zijn zoon een opvoeding in de geest van het toenmalige humanisme, maar wel een zeer radicale. Als baby werd Michel bij een min ondergebracht die in een arm dorp woonde “om me op te voeden tot de meest nederige leefwijze onder de gewone mensen” zoals Montaigne later in zijn Essays zou schrijven. In adellijke kringen was het overigens de gebruikelijke praktijk baby's buitenshuis voor de eerste levensjaren bij voedsters onder te brengen. Zijn vader wilde hem niet alleen harden aan de natuur, maar beoogde tevens “mij tot het volk te brengen, tot het soort mensen dat onze hulp nodig heeft” (Essais, III, 3). Dat was ook de reden dat hij zijn zoon “door mensen van de allerlaagste klasse ten doop liet houden: om me aan hen te binden en te verplichten.”
Toen Michel drie jaar oud was, werd hij teruggebracht naar het kasteel en zijn familie. Daar kreeg hij meteen een Duitse arts, Hortanus, als huisleraar, die geen woord Frans sprak. Vader Pierre gebood deze leraar niet anders dan in het Latijn met zijn pupil te spreken. Aan deze regel moesten ook zijn moeder en de andere huisgenoten zich houden, ook al spraken die zelf maar gebrekkig Latijn. Drie jaar later werd Michel vervolgens naar het College van Guyenne in Bordeaux gezonden, een kweekvijver van het humanisme. Hij bleef daar zeven jaar en leerde er Frans, Latijnse dichtkunst, (klassiek) Grieks, retorica (leer van de welsprekendheid) en de toneelkunst. Vervolgens ging hij rechten studeren aan de universiteit van Toulouse.

### Raadsheer

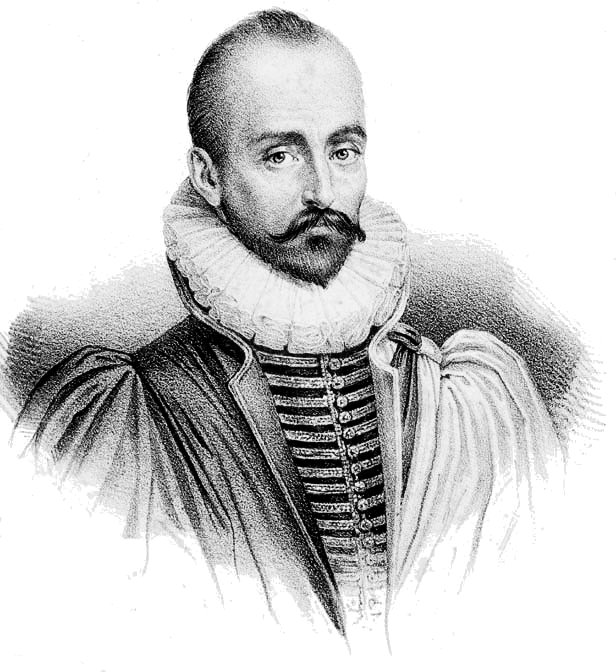
Portrettekening van Michel de Montaigne

Op zijn 21e werd Michel benoemd tot raadsheer aan het Cour des Aides te Périgueux, een instelling die drie jaar later werd samengevoegd met het parlement (gerechtshof) van Bordeaux. Daar sloot hij de vriendschap van zijn leven, met de jong gestorven (in 1563) Étienne de la Boétie. Montaigne werd als rechter geconfronteerd met de eerste processen tegen 'ketterse' hugenoten. Zeven jaar later, in 1561, werd Michel als afgevaardigde van het parlement van Bordeaux naar het hof van koning Frans II in Parijs gezonden. Daar verbleef hij anderhalf jaar. In 1562 trouwde hij met de twaalf jaar jongere Françoise de la Chassaigne, dochter van een ander lid van het parlement van Bordeaux. Het echtpaar kreeg zes dochters waarvan er slechts één, Léonor, in leven bleef. Dit huwelijk heeft in emotioneel opzicht voor Montaigne waarschijnlijk niet veel betekend. Veel minder tenminste dan zijn vriendschap met La Boétie. In zijn Essays schreef Montaigne, die toch zoveel aan zelfonderzoek deed, nauwelijks over zijn relatie met zijn vrouw.

### Teruggetrokken kasteelheer
In 1568 stierf Montaignes vader en werd Michel kasteelheer. Op dat kasteel trok hij zich drie jaar later, in 1571, met zijn gezin, terug uit het politieke leven en de rechterlijke macht, om er te gaan lezen in de talloze boeken die hij van zijn vriend Étienne de La Boétie geërfd had. Hij was toen 37 jaar oud. Montaigne was katholiek en trouw aan koning Hendrik III van Frankrijk. Toch onderhield hij ook vriendschappelijke betrekkingen met de protestantse koning Hendrik van Navarra (de latere koning Hendrik IV van Frankrijk, na diens overgang tot het katholicisme), die hem een paar jaar later ook tot kamerheer aan zijn hof benoemt. Diep geschokt raakte Montaigne door de moordpartijen in en rond de Bartholomeusnacht van 1572 waarbij 20.000 hugenoten vermoord werden. Een jaar later trok hij zich opnieuw terug op zijn kasteel.
In 1578 kreeg Montaigne zijn eerste aanval van nierstenen (koliek), een zeer pijnlijke kwaal die hem tot aan zijn dood zou blijven achtervolgen.

### UitgaveEssaisen reizen

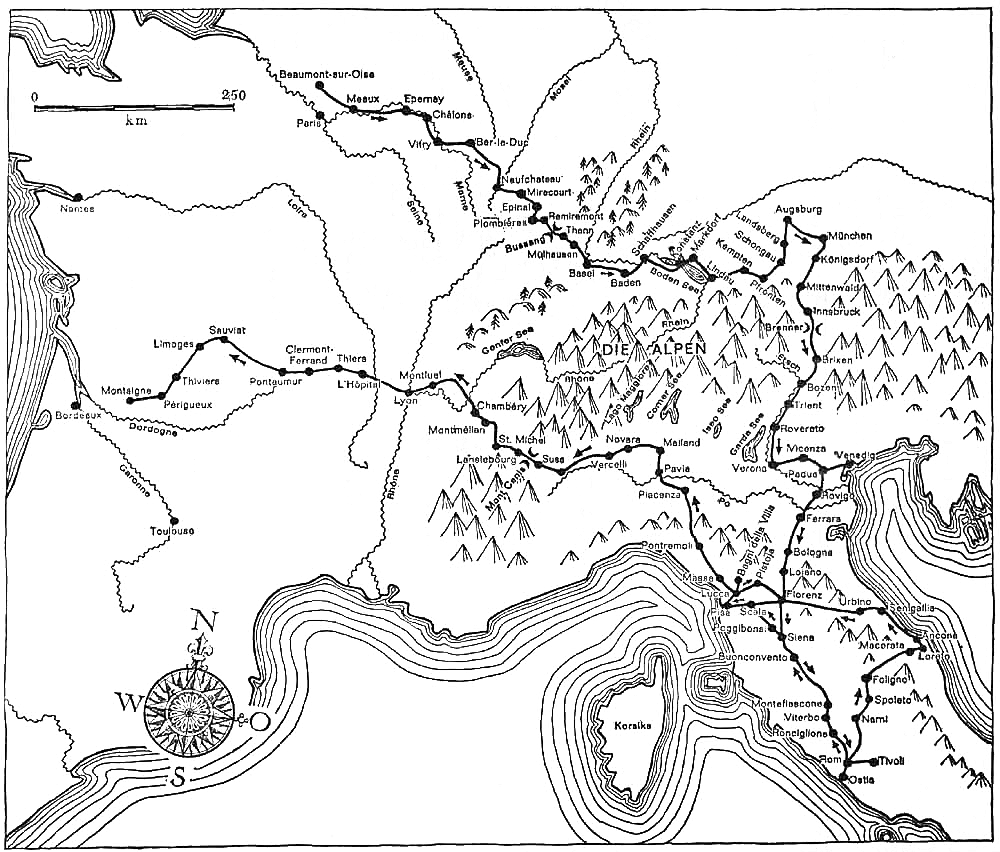
Reizen van Montaigne tot zijn burgemeesterschap van Bordeaux

In 1580 verscheen in Bordeaux de eerste editie van de Essais, in twee delen. Hij was er in 1572 aan begonnen. In 1580 en 1581 ondernam hij een reis naar kuuroorden in Noord-Frankrijk, Zuid-Duitsland, Zwitserland en Oostenrijk. Daarna reisde hij naar Italië, eveneens om te kuren, maar wellicht ook uit interesse voor de klassieke Romeinse beschaving. Na een kort bezoek aan Verona en Venetië, trok hij naar Rome, waar hij met alle eerbetuigingen ontvangen werd en lange tijd verbleef. Montaigne verkreeg het burgerschap van de stad. Pas twee eeuwen later werd zijn reisverslag van deze reis teruggevonden en in 1774 gepubliceerd. In Rome kreeg Montaigne bericht dat het parlement van Bordeaux hem voor twee jaar tot burgemeester had gekozen en hij moest dus spoorslags terug. Twee jaar later kreeg hij – wat uitzonderlijk was – een tweede termijn in dit ambt. Tijdens zijn burgemeesterschap streefde Montaigne naar verbetering van de betrekkingen tussen katholieken en protestanten. In 1585 brak in Bordeaux de pest uit en Montaigne trok zich met zijn gezin en bedienden terug in de heuvels van Cenon.
In al deze jaren bleef hij aan zijn Essais doorschrijven en verschenen er telkens nieuwe edities van. De koning van Navarre kwam bij Montaigne op bezoek, maar toch bleef hij trouw aan Hendrik III. Montaigne schreef vrijmoedig over de kruiperijen en vleierijen aan de hoven van koningen en over het streven naar macht om der wille van de macht en eigen roem, niet om daarmee het volk te dienen. Dat koningen zijn vriendschap en raad zochten toont aan dat zij hem hoog achtten, ook al schreef hij nog zo openhartig over hen.
Tot aan zijn dood, in 1592, op zijn kasteel, bleef Montaigne zijn hoofdwerk, de Essais, bijwerken. Na zijn dood bezorgde zijn weduwe, Françoise de La Chassaigne, een door Montaigne gecorrigeerd en geannoteerd exemplaar van de Essais van 1588 ("l'exemplaire de Bordeaux") aan Marie Le Jars de Gournay met het verzoek de publicatie ervan op zich te nemen. Samen met Montaignes vriend Pierre de Brach zorgde zij ervoor dat de derde significante editie (na die van 1580 en 1588) in 1595 bij de Parijse uitgever Langelier werd gepubliceerd.

## Montaigne als filosoof

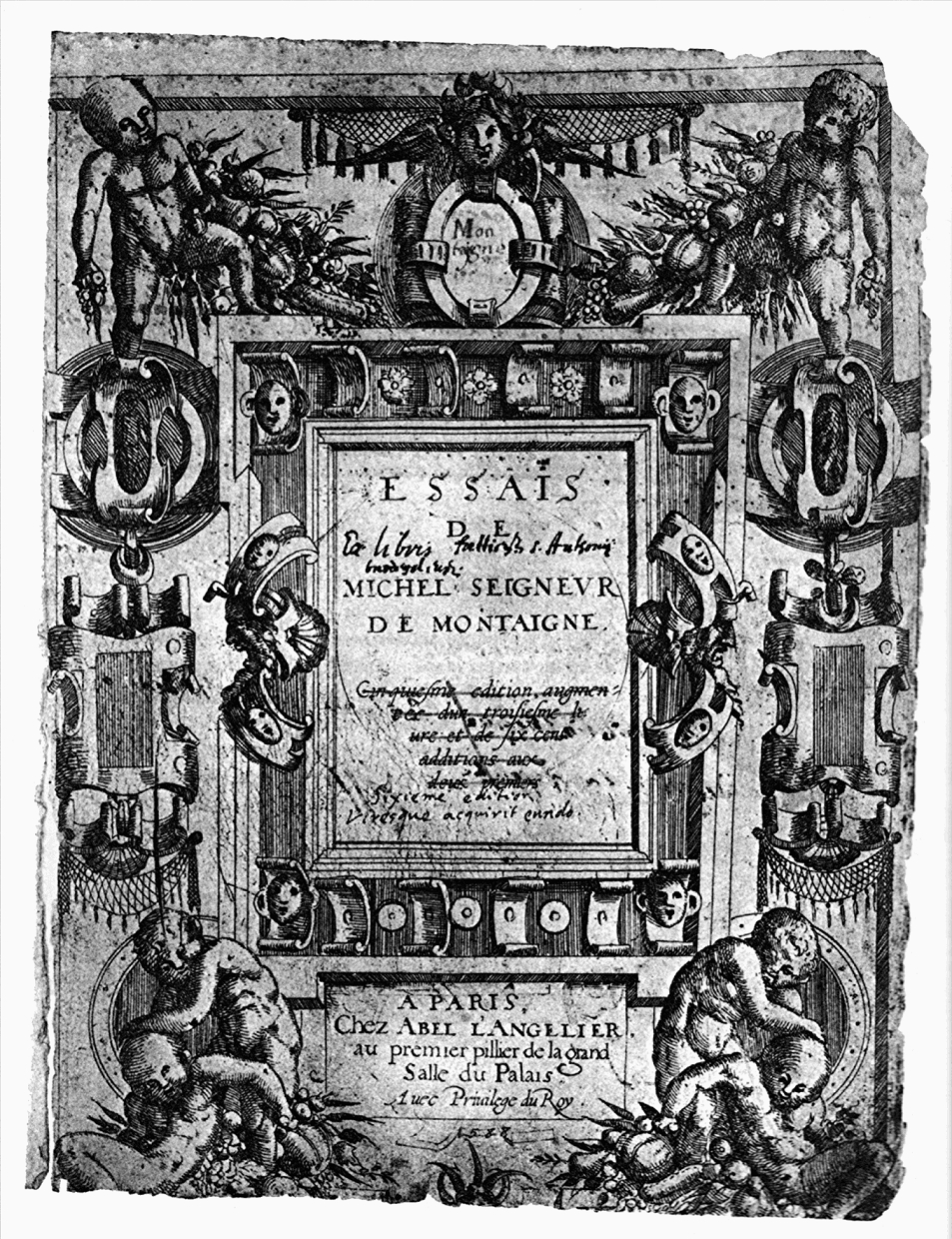
Titelblad van derde deel van Montaignes Essais.

### Humanisme
Volgens Montaigne moest men de mensheid bestuderen, te beginnen met zichzelf. Hij vond dat men moest leven zoals zijn helden uit de klassieke oudheid, Socrates voorop. Deze ideeën deelde hij met de humanisten. Deze stelden de mens centraal en daarom waren ze geïnteresseerd in de klassieke oudheid. Toen werd er voor het eerst na de middeleeuwen gesproken over de menselijke ontplooiing en waardigheid. Voor het onderwijs koos men toen voor de humaniora: de geschiedenis, ethiek, poëzie en retorica. Deze waren nodig om goed en kwaad te kunnen onderscheiden.
Montaigne vond weinig objectieve levensbeschrijvingen waarop hij zijn onderzoek naar de mens kon baseren. Verder meende hij dat het karakter van een mens tot uiting kwam in details, die vaak werden weggelaten. Hierdoor moest hij wel zichzelf bespreken om sommige onderwerpen aan te pakken. Sommige tijdgenoten vonden hem te individualistisch om een echte humanist te zijn.

### Scepticisme

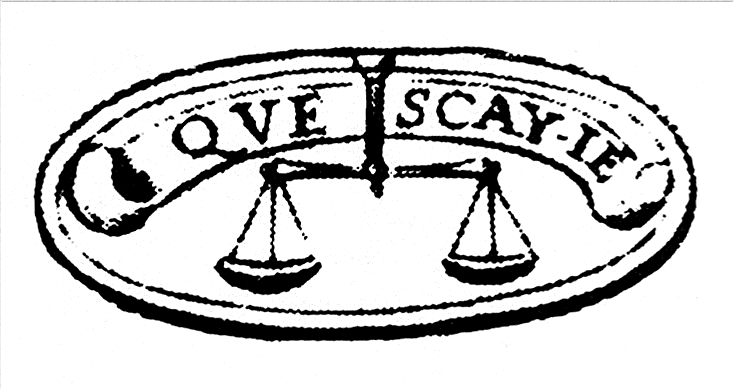
Montaignes motto Que sçay-je? (in modern frans: Que sais-je, wat weet ik?)

Montaigne had weinig op met de geleerden van zijn tijd en vond dat de meesten maar wat kletsten. Beroemd is Montaignes devies “Que sais-je?” (Wat weet ik?) om de beperkte kennis van de mens aan te geven. Zo citeert Montaigne bijvoorbeeld de Romeinse geleerde en schrijver Plinius de oudere (23-79) “Het enige wat zeker is, is dat er niets zeker is”.
In Essai 3.13 (De L'expérience) schrijft Montaigne:
"Nooit hadden twee mensen dezelfde mening over hetzelfde onderwerp."
Hoewel deze stelling overdrijft, geeft hij goed het argument weer van Montaignes scepticisme. Een persoon verandert van mening tijdens zijn leven, beoefenaren van eenzelfde discipline zijn het oneens, volken en culturen verschillen in gebruiken en overtuigingen. Montaigne trok de conclusie dat alle kennis en overtuigingen betrekkelijk zijn. Hij had een moderne sceptische houding ten opzichte van waarzeggerij, handlezers en de diagnoses van de heelmeesters uit zijn dagen. Net als Desiderius Erasmus kon hij zich vrolijk maken over de zekerheden van waaruit anderen - in het bijzonder gelovige intellectuelen en kerkdienaren - meenden te kunnen leven. Daarentegen had hij veel waardering voor de zekerheden van het dagelijks leven, bijvoorbeeld de praktische kennis van de ambachtsman.

### Invloed op latere filosofen
In de geschiedenis van de filosofie hebben Jean-Jacques Rousseau, Blaise Pascal, Ralph Waldo Emerson, Friedrich Nietzsche, Emil Cioran en Edgar Morin verder gebouwd op de ideeën van Montaigne.

## Werken

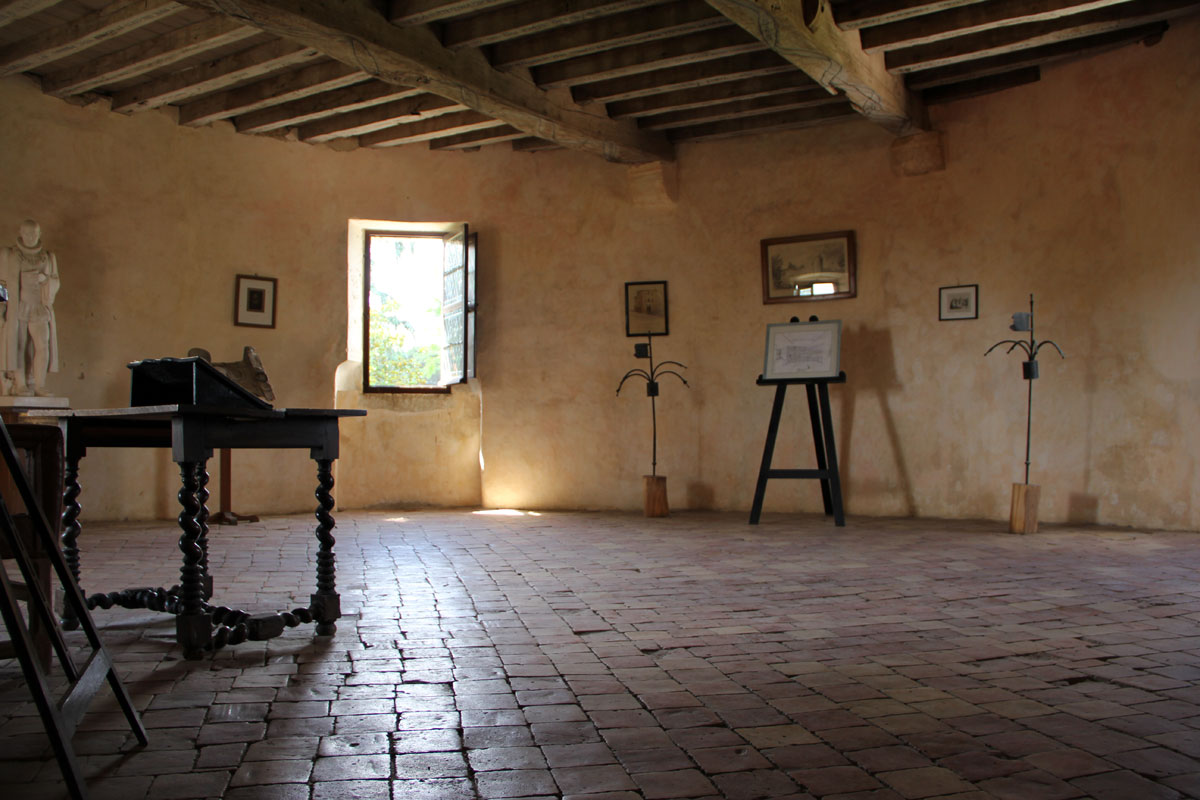
In die tijd studeerkamer en bibliotheek in het kasteel van Montaigne

### Frans
- Les Essais de Michel Seigneur de Montaigne. À Paris chez Abel Langelier, au premier pilier de la grande salle du Palais. 1595.
- Édition nouvelle, trouvée après le deceds de l’Autheur, reveüe & augmentée par luyd’un tiers plus qu’aux precedentes Impressions. Zeer zeldzaam, 1598, uitgegeven door Abel l’Angelier en Michel Sonnius, Parijs en bevat de definitieve tekst.
- Journal de voyage de Michel de Montaigne en Italie, par la Suisse et l'Allemagne, en 1580 et 1581, 1774
- Œuvres complètes :Montaigne : Les Essais - 1824 pagina's, éd. La Pléiade, Gallimard, 1962, (heruitgave, 2001, ISBN 2-07-010363-3)

### Vertaald
- Essays (vert. Frank de Graaff). Boom, Amsterdam, 1993. Derde druk, 2001. ISBN 9053527249
- De essays (vert. Hans van Pinxteren). Athenaeum - Polak & Van Gennep, Amsterdam, 2004. ISBN 9025334164 (gebonden) / ISBN 9025334253 (paperback). Met register. Apart verschenen selecties hieruit:
  - Op dood of leven: essays, 1995
  - De sporen van het vuur: essays over liefde en wellust, 1996
  - Ik ben nogal klein van stuk. Essays over de ijdelheid, 1997
  - Over de wreedheid: essays, 1998
  - Ouders en kinderen: essays over de opvoeding, 2000. ISBN 9025333958
  - De hele wereld speelt komedie: essays over leugen en waarheid, 2001. ISBN 9025333990
  - Een complex en veranderlijk wezen: essays over het toeval, 2002. ISBN 9025334008
  - Drijf nooit je vijand in het nauw: essays, 2003. ISBN 9025334075
  - Over de ervaring, 2006
- Montaigne: een kennismaking (vert. André Abeling). Negen essays uitgekozen door Jos Thielens met een voorwoord van Bas Heijne. Het Spectrum, Utrecht, 1992 (Aula-pocketreeks). Tweede druk, Het Spectrum, Houten, 2004. ISBN 9027493847.
- Reis naar Italië. Een reis naar Italië via Zwitserland en Duitsland in 1580-1581 Vertaald en ingeleid door Anton Haakman. Meulenhoff, Amsterdam, 1993. ISBN 9029027061.
- "Hoe te leven, een leven van Montaigne in één vraag en twintig pogingen tot een antwoord" 2012, tweede druk, door Sarah Bakewell. Vertaald door Dick Lagrand en Marjolijn Stoltenkamp. Uitgever van Gennep. ISBN 9789461640413

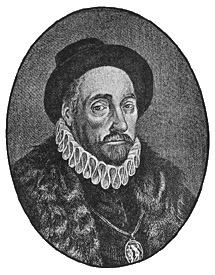
Michel de Montaigne

### Nederlandstalig
- S. Dresden, Montaigne, de spelende wijsgeer. Universitaire Pers, Leiden, 1952. 132 p.
- C.A. van Peursen, Michel de Montaigne. Het reizen als wijsgerige houding. H.J. Paris, Amsterdam, 1954. 130 p.
- Daan Thoomes, Michel de Montaigne (1533-1592) - pedagogisch realisme in de vroegmoderne tijd. In: D.Th. Thoomes, Bronteksten Historische Pedagogiek - Capita Selecta, Rotterdam, 2000
- Peter Burke, Montaigne (vert. Willemien de Leeuw). Reeks Kopstukken Filosofie. Lemniscaat, Rotterdam, 2005 (5e druk). ISBN 90-5637-232-7
- Tanny Dobbelaar, Schrijven met Montaigne. Ambo, Amsterdam, 2005. ISBN 90-263-1915-0
- Sarah Bakewell, Hoe te leven, of Een leven van Montaigne in één vraag en twintig pogingen tot een antwoord, 2011. ISBN 9789461640413 (orig. Engels: How to Live: A Life of Montaigne in one question and twenty attempts at an answer, 2011)
- Saul Frampton, Speel ik met mijn kat of speelt ze met mij? Ambo, Amsterdam 2011
- Tom Kroon, Michel Eyquiem de Montaigne (1533-1592) - Zoeker naar levenswijsheid. In: Tom Kroon en Bas Levering (red.), Grote pedagogen in klein bestek, Amsterdam, SWP, 2019, 5de druk, pp. 296–301
- Alexander Roose, De vrolijke Wijsheid. Zoeken, denken en leven met Michel de Montaigne. Polis, 2016. ISBN 978-94-6310-017-5
- Stefan Zweig, Montaigne (vert. Kris Lauwerys, Isabelle Schoepen) Atheneum, Amsterdam 2023, ISBN 9789025314989

### Andere talen
- Album Montaigne. Iconographie choisie et annotée par Jean Lacouture. Bibliothèque de la Pléiade. Éditions Gallimard, 2007. ISBN 9782070118298.